# Cyrtandra tomentosa
Cyrtandra tomentosa är en tvåhjärtbladig växtart som beskrevs av Albert Charles Smith. Cyrtandra tomentosa ingår i släktet Cyrtandra och familjen Gesneriaceae. Inga underarter finns listade i Catalogue of Life.